# Bombe au graphite
 (mai 2010).
Si vous disposez d'ouvrages ou d'articles de référence ou si vous connaissez des sites web de qualité traitant du thème abordé ici, merci de compléter l'article en donnant les références utiles à sa vérifiabilité et en les liant à la section « Notes et références ».

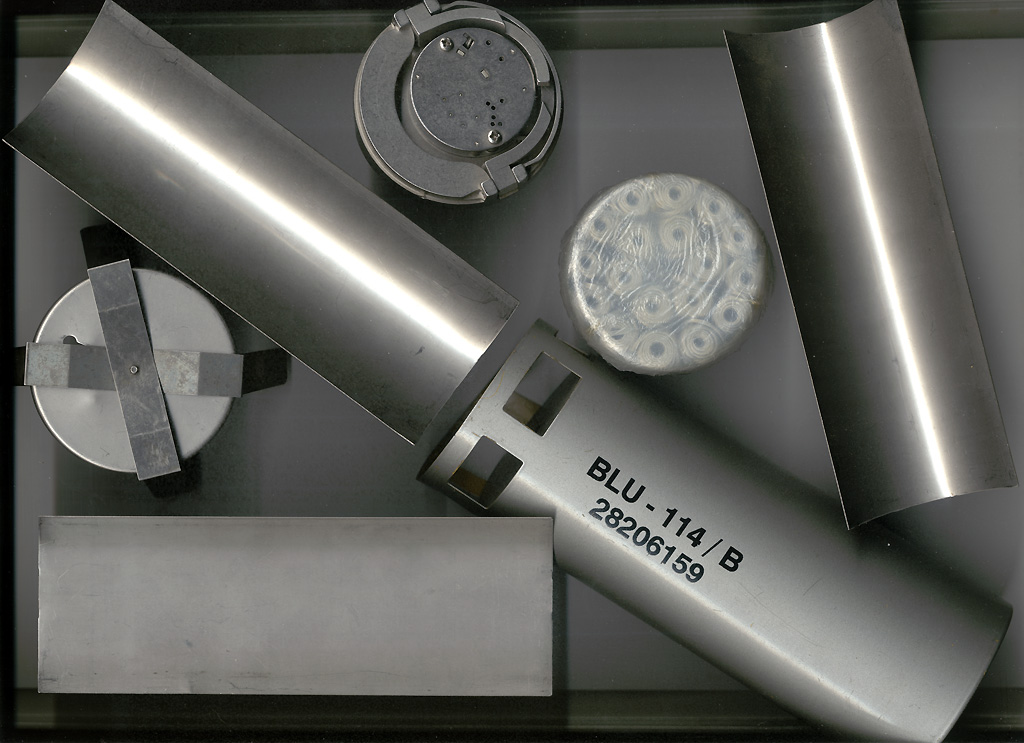
Photo d'une bombe au graphite BLU-114/B.

Une bombe au graphite est une bombe surtout utilisée pour désactiver les réseaux électriques. En explosant, elle répand un nuage composé de fins filaments de carbone chimiquement traités. Lorsqu'ils touchent des composants électriques non isolés, les filaments provoquent des courts-circuits, ce qui amène des pannes électriques. Les filaments, épais de plusieurs dixièmes de millimètre, peuvent flotter dans les airs. Ces bombes sont très efficaces contre les réseaux électriques qui ne sont pas électriquement isolés.

## Historique
La bombe au graphite a été utilisée la première fois en Irak pendant la première guerre du Golfe (1990 - 1991), coupant environ 85 % de la fourniture électrique. De même, la BLU-114/B a été utilisée par l'OTAN contre la Serbie en mai 1999, mettant en panne environ 70 % du réseau électrique. Il a suffi de 24 heures pour remettre en fonction le réseau électrique. La BLU-114/B a été utilisée à nouveau quelques jours plus tard contre les installations électriques serbes. Vers la fin de l'opération Allied Force, les forces de l'OTAN ont recouru à des bombes conventionnelles et des roquettes pour détruire des lignes à haute tension et des postes de transformation électrique. Elle a aussi été utilisée le 15 décembre 2007 dans la guerre d'Irak dans le but de couper les communications radio d'un avant-poste d'Al-Qaïda à l'extérieur de Bagdad.

## Synonymes
Cette bombe est aussi appelée blackout bomb, car elle cause des pannes de courant (un blackout en anglais).
Cette arme est parfois dite « douce », car ses effets se font surtout sentir sur les systèmes électriques.